# Zlatá liga 2009
Zlatá liga 2009 – 12. edice cyklu lehkoatletických mítinku Zlatá liga se uskutečnila od 1. června do 5. září roku 2009. Pro atlety a atletky kteří zvítězili ve všech šesti závodech byla vypsána prémie 1 milionu dolarů (prémii si rozdělí). Dokázali to tři atleti: Kenenisa Bekele, Jelena Isinbajevová a Sanya Richardsová. 

## Mítink
| Data         | Závody               | Stadion                 | Město  |
| ------------ | -------------------- | ----------------------- | ------ |
| 1. červen    | ISTAF                | Olympiastadion Berlín   | Berlín |
| 5. červen    | Bislett Games        | Bislett Stadion         | Oslo   |
| 11. červenec | Golden Gala          | Stadio Olimpico         | Řím    |
| 18. červenec | Meeting de Paris     | Stade de France         | Paříž  |
| 29. srpen    | Weltklasse Zürich    | Letzigrund              | Curych |
| 5. září      | Memoriál Van Dammeho | Stadion krále Baudouina | Brusel |

## Vítězové
| Disciplína         | Berlín              | Oslo                | Řím                     | Paříž               | Curych                       | Brusel                       |
| ------------------ | ------------------- | ------------------- | ----------------------- | ------------------- | ---------------------------- | ---------------------------- |
| Muži               |                     |                     |                         |                     |                              |                              |
| Běh na 100 m       | Daniel Bailey       | Asafa Powell        | Tyson Gay               | Usain Bolt          | Usain Bolt                   | Asafa Powell                 |
| Běh na 400 m       | Christopher Brown   | Renny Quow          | Christopher Brown       | Jeremy Wariner      | LaShawn Merritt              | Jeremy Wariner               |
| Běh na 3000 5000 m | Kenenisa Bekele     | Kenenisa Bekele     | Kenenisa Bekele         | Kenenisa Bekele     | Kenenisa Bekele              | Kenenisa Bekele              |
| 110 m přek.        | Dexter Faulk        | Antwon Hicks        | Dayron Robles           | Dexter Faulk        | Dwight Thomas                | Ryan Brathwaite              |
| Hod oštěpem        | Tero Pitkämäki      | Tero Pitkämäki      | Andreas Thorkildsen     | Andreas Thorkildsen | Andreas Thorkildsen          | Tero Pitkämäki               |
| Ženy               |                     |                     |                         |                     |                              |                              |
| Běh na 100 m       | Kerron Stewartová   | Kerron Stewartová   | Kerron Stewartová       | Kerron Stewartová   | Carmelita Jeterová           | Carmelita Jeterová           |
| Běh na 400 m       | Sanya Richardsová   | Sanya Richardsová   | Sanya Richardsová       | Sanya Richardsová   | Sanya Richardsová            | Sanya Richardsová            |
| 100 m přek.        | Damu Cherry         | Damu Cherry         | Dawn Harperová          | Dawn Harperová      | Brigitte Fosterová-Hyltonová | Brigitte Fosterová-Hyltonová |
| Skok do výšky      | Ariane Friedrichová | Blanka Vlašičová    | Antonietta Di Martinová | Blanka Vlašičová    | Blanka Vlašičová             | Blanka Vlašičová             |
| Skok o tyči        | Jelena Isinbajevová | Jelena Isinbajevová | Jelena Isinbajevová     | Jelena Isinbajevová | Jelena Isinbajevová          | Jelena Isinbajevová          |